# Coscinodon yukonensis
Coscinodon yukonensis är en bladmossart som beskrevs av Roxanne Irene Hastings 1999. Coscinodon yukonensis ingår i släktet Coscinodon och familjen Grimmiaceae. Inga underarter finns listade i Catalogue of Life.